# A noi due
A noi due (À nous deux) è un film del 1979 scritto e diretto da Claude Lelouch.

## Trama
Simon, che ha seguito le orme del padre ucciso dalla polizia, è un gangster. Françoise è una farmacista che, dopo essere stata stuprata, decide di vendicarsi del genere maschile ricattando uomini adulteri. Evaso di prigione Simon chiede aiuto allo zio Tonton Musique che lo manda in una fattoria di un suo amico nella campagna della Provenza, qua verrà a nascondersi anche Françoise sulle cui tracce c'è la polizia. Dopo essere stati scoperti i due si danno alla fuga, durante la quale piano piano si innamorano (la coppia ricorda molto Bonnie e Clyde). A bordo di una nave raggiungono il Canada proseguendo poi per gli Stati Uniti qui, dopo essere nuovamente riusciti a scappare dalle forze dell'ordine, Françoise convince Simon a condurre una vita onesta.

## Curiosità
- Nel film appare senza essere accreditata l'allora bambina Chiara Mastroianni (figlia dell'attrice protagonista Catherine Deneuve e di Marcello Mastroianni).
- La canzone "Chanson d'A Nous Deux" che chiude il film è eseguita dalla cantante canadese Fabienne Thibeault
- Il film ha chiuso la 32ª edizione del Festival di Cannes.